# Nicrophorus didymus
Nicrophorus didymus là một loài bọ cánh cứng trong họ Silphidae được miêu tả bởi Gaspard tháng 8e Brullé in 1836.